# Evgeny Morozov

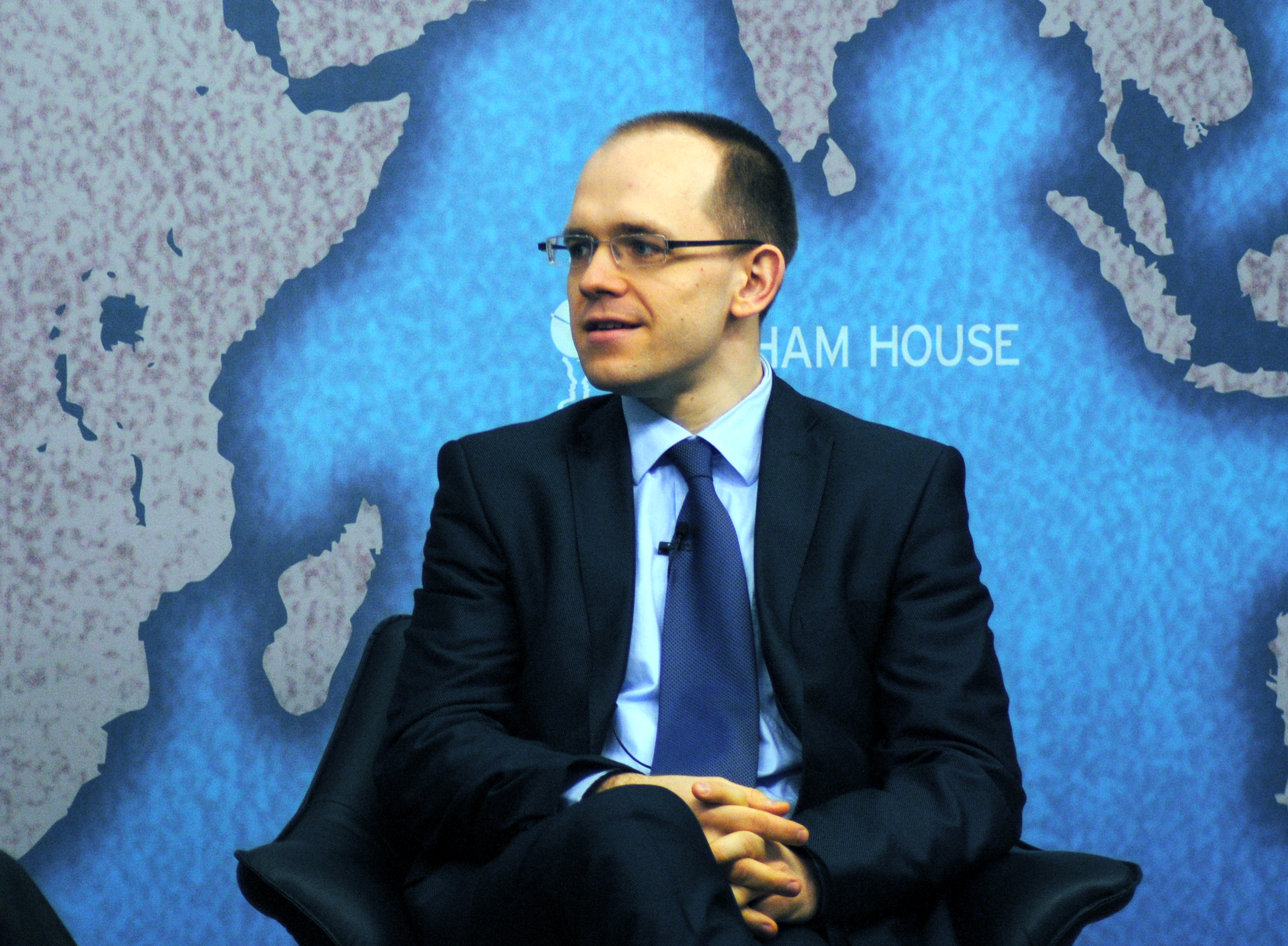
Evgeny Morozov (2013)

Evgeny Morozov (ros. Евгений Морозов, Jewgienij Morozow; ur. w 1984 w Soligorsku) – publicysta zajmujący się politycznymi i społecznymi implikacjami nowych technologii. 

## Życiorys
Morozov urodził się na Białorusi. Dzięki stypendium Open Society Institute uzyskał wykształcenie na Uniwersytecie Amerykańskim  w Bułgarii w Błagojewgradzie, pracował w Berlinie w Open Society Institute. Emigrował do USA.
Jest członkiem New America Foundation i naukowcem wizytującym (ang. visiting scholar) na Stanford University. Jest blogerem magazynu Foreign Policy – tworzy blog Net Effect. Pracuje również dla „Frankfurter Allgemeine Zeitung”, tworząc kolumnę Krzemowa demokracja (niem. Silicon Demokratie). W lipcu 2009 wystąpił na konferencji TED.

## Poglądy
Swoją pierwszą książką The Net Delusion. The Dark Side of Internet Freedom (pol. Złudzenie sieci. Ciemna strona wolności, 2011) Morozov atakuje pogląd o nierozerwalnym związku internetu z wolnością. Krytykuje przekonanie, że im więcej Irańczyków, Egipcjan czy Wietnamczyków używa Facebooka i Twittera, tym większe są szanse na demokratyczne reformy w tych krajach. Morozov uważa, że jest to idea lobbysty Jareda Cohena, dyrektora finansowanego przez Google'a think tanku Google Ideas. Podchodzi sceptycznie do naiwnej (jego zdaniem) teorii o jedynie dobrych skutkach rozpowszechnienia internetu i serwisów społecznościowych. Twierdzi, że serwisy te służą reżimom totalitarnym do upowszechniania propagandy i są przez nie wykorzystywane do nadzoru członków społeczeństwa i represjonowania politycznych przeciwników reżimu, ponieważ informują o ich działaniach i powiązaniach między nimi.
Sądzi, że daleko ważniejsze dla upadku reżimów nieprzestrzegających praw człowieka jest niesprzedawanie technologii nadzoru społeczeństwa wykorzystujących big data i embargo na handel bronią. Jest autorem terminu cyber-utopizm.

## Publikacje
Morozov wydał (jako Evgeny Morozov) dwie książki:
- The Net Delusion: The Dark Side of Internet Freedom, 2011, ISBN 978-1-58648-874-1
- To Save Everything, Click Here: The Folly of Technological Solutionism, 2013, ISBN 1-61039-138-1.

## Nagrody
- Goldsmith Book Prize Centrum Joan Shorenstein Harvard Kennedy School 2012[10]
- Eli M. Oboler Memorial Award '2012' Stowarzyszenia Bibliotek Amerykańskich[11]